# Raliul Țara Bârsei
Raliul Țara Bârsei este un raliu pe macadam care a fost organizat pentru prima oara în anul 2006. El face parte din Campionatul Național de Raliuri, organizat de cǎtre FRAS.

## Câștigatorii
| An   | Câștigător           | Câștigător          | Mașină                  | Lungime probe speciale | Timp realizat | Viteza medie |
| An   | Pilot                | Copilot             | Mașină                  | Lungime probe speciale | Timp realizat | Viteza medie |
| ---- | -------------------- | ------------------- | ----------------------- | ---------------------- | ------------- | ------------ |
| 2006 | Claudiu David        | Mihaela Beldie      | Mitsubishi Lancer Evo 7 | 0102,6 km              | 001:16:44,7   | 080,21 km/h  |
| 2007 | Dan Gârtofan         | Adrian Berghea      | Subaru Impreza STI      | 0113,2 km              | 001:15:14,9   | 090,26 km/h  |
| 2008 | Jarkko Miettinen     | Lukka Mikko         | Mitsubishi Lancer Evo 9 | 0143,4 km              | 001:31:54,9   | 093,61 km/h  |
| 2009 | Jarkko Miettinen     | Lukka Mikko         | Mitsubishi Lancer Evo 9 | 082,3 km               | 000:53:14,1   | 092,76 km/h  |
| 2010 | Valentin Porcișteanu | Dan Dobre           | Mitsubishi Lancer Evo 9 | 0103 km                | 001:04:59,2   | 095,10 km/h  |
| 2011 | Valentin Porcișteanu | Dan Dobre           | Mitsubishi Lancer Evo 9 | 0103,1 km              | 001:03:15,2   | 097,80 km/h  |
| 2012 | Francois Delecour    | Dominique Savignoni | Peugeot 207 S2000       | 0102,6 km              | 001:03:06,0   | 097,56 km/h  |

## Galerie de imagini
Rally Show în Arena Ion Țiriac a Liceului Sportiv, Brașov

Toyota Celica Dorin Banciu / Gabriel Covaci
Dacia Logan Ispas Marius / Paun Marian
Renault Clio Barbu Bogdan / Paler Petru
Renault 5 Maxi Pescaru Vlad / Platona Horia
Panoul video, la Rally Show Brașov
Mitsubishi EVO 9 Abraham Thomas / Dorca Florin
Honda Civic Type R Ungureanu Bogdan / Hangu Florin
Ford Escort MK2 Ionescu Cristea Horatiu / Dumitriu Radu
Dacia Logan Nastase Bogdan / Popidan Alex
Mitsubishi Lancer EVO